# Hiéroglyphe égyptien G39
Pour les articles homonymes, voir Canard (homonymie).

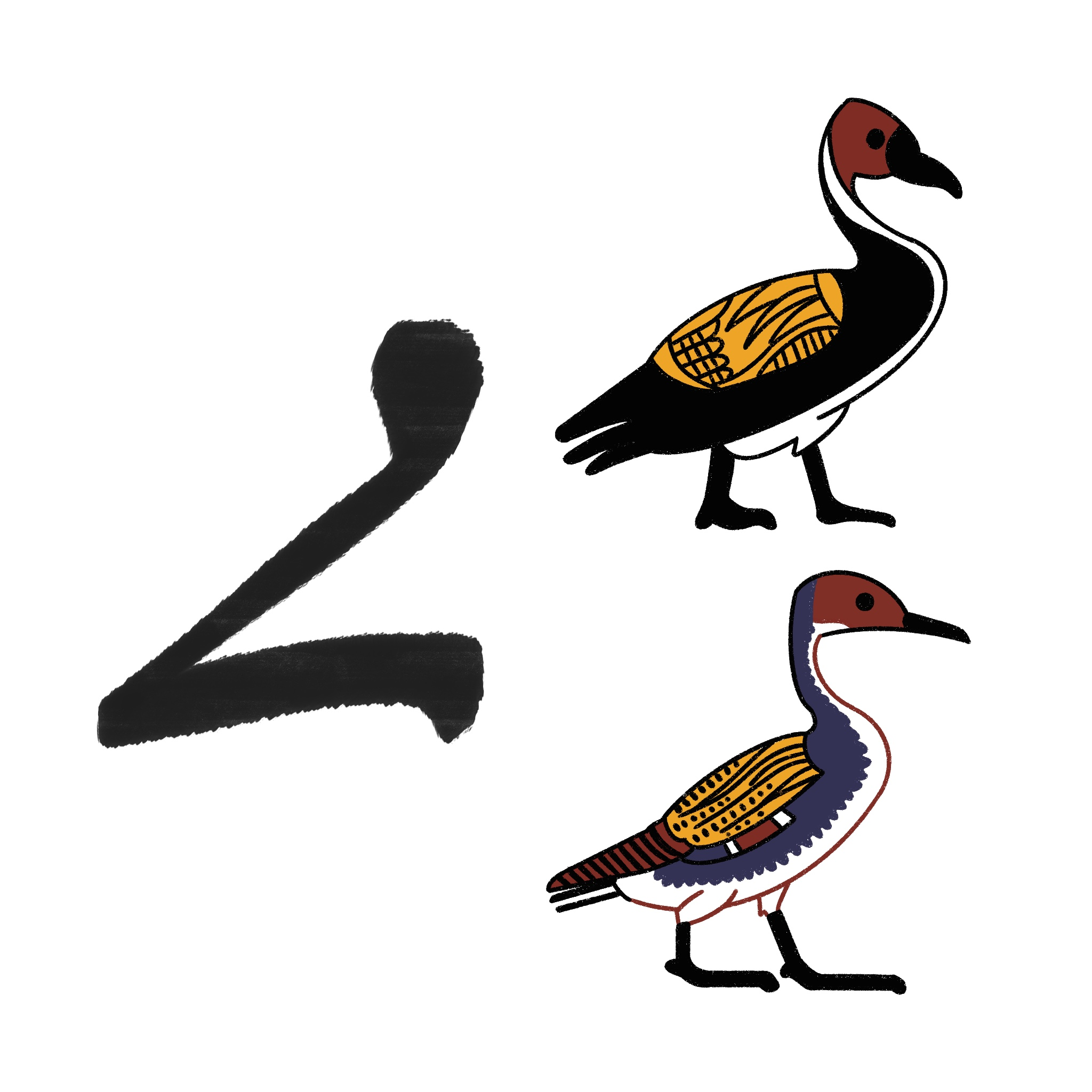
Version hiératique et hiéroglyphique

Le canard, en hiéroglyphes égyptiens, est classifié dans la section G « Oiseaux » de la liste de Gardiner ; il y est noté G39. 

## Représentation
Il représente un canard pilet (Anas acuta). Il est translittéré sȝ.

## Utilisation
| z · t · G38 |

| z · t · G38 |

d'où son utilisation en tant que phonogramme bilitère de valeur sȝ.
| G38 |

| G38 |

utilisé à sa place en tant que déterminatif des termes pour lesquelles l'espèce de l'oiseau est indéfini (voir G38).

## Exemples de mots
| G39 | A1 |

| G39 | A1 |

| z · G39 | A | W | O49 |

| z · G39 | A | W | O49 |

| z · z | G39 | Y1 |

| z · z | G39 | Y1 |